# Francis Leopold McClintock

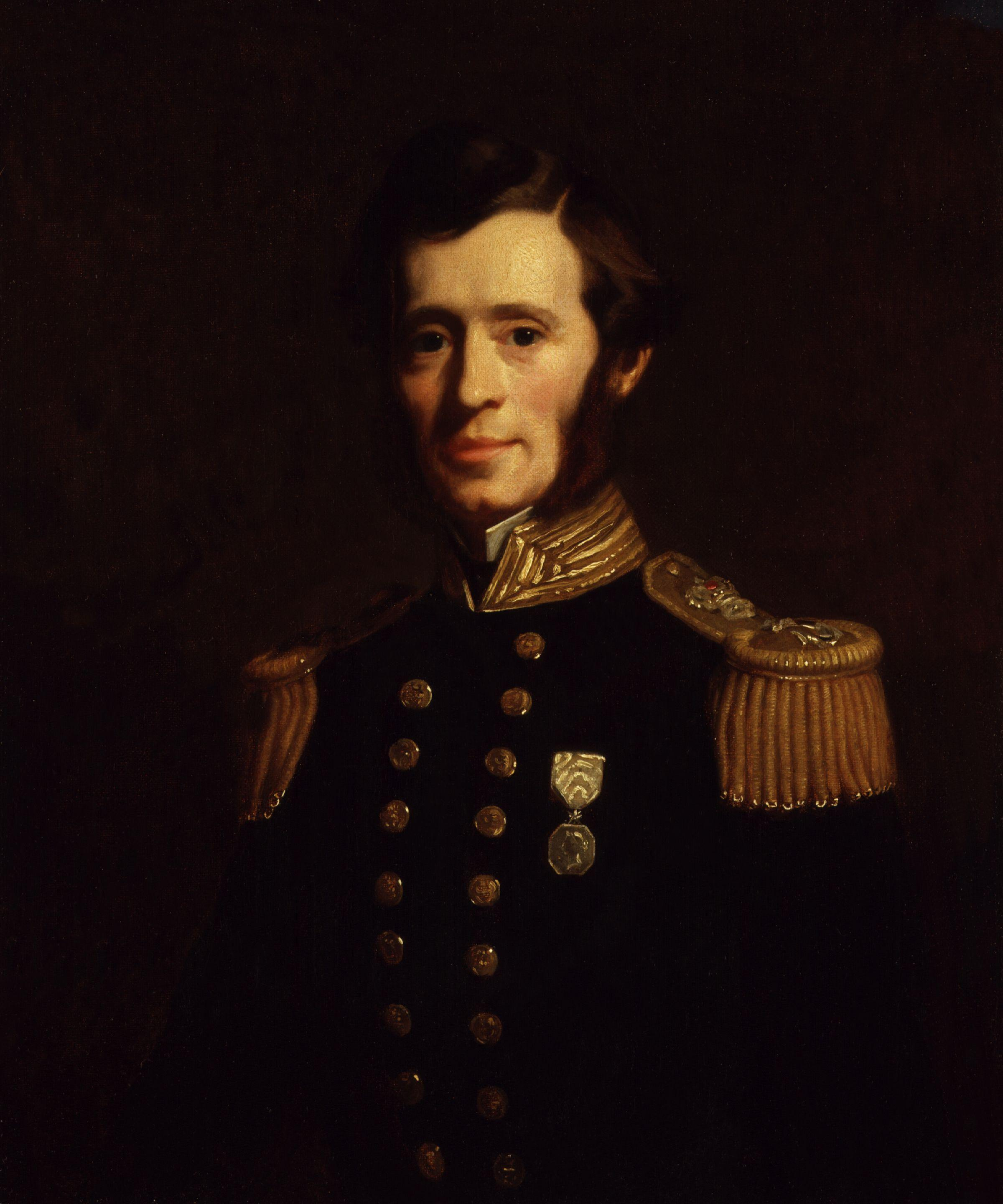
Porträt McClintocks, 1856

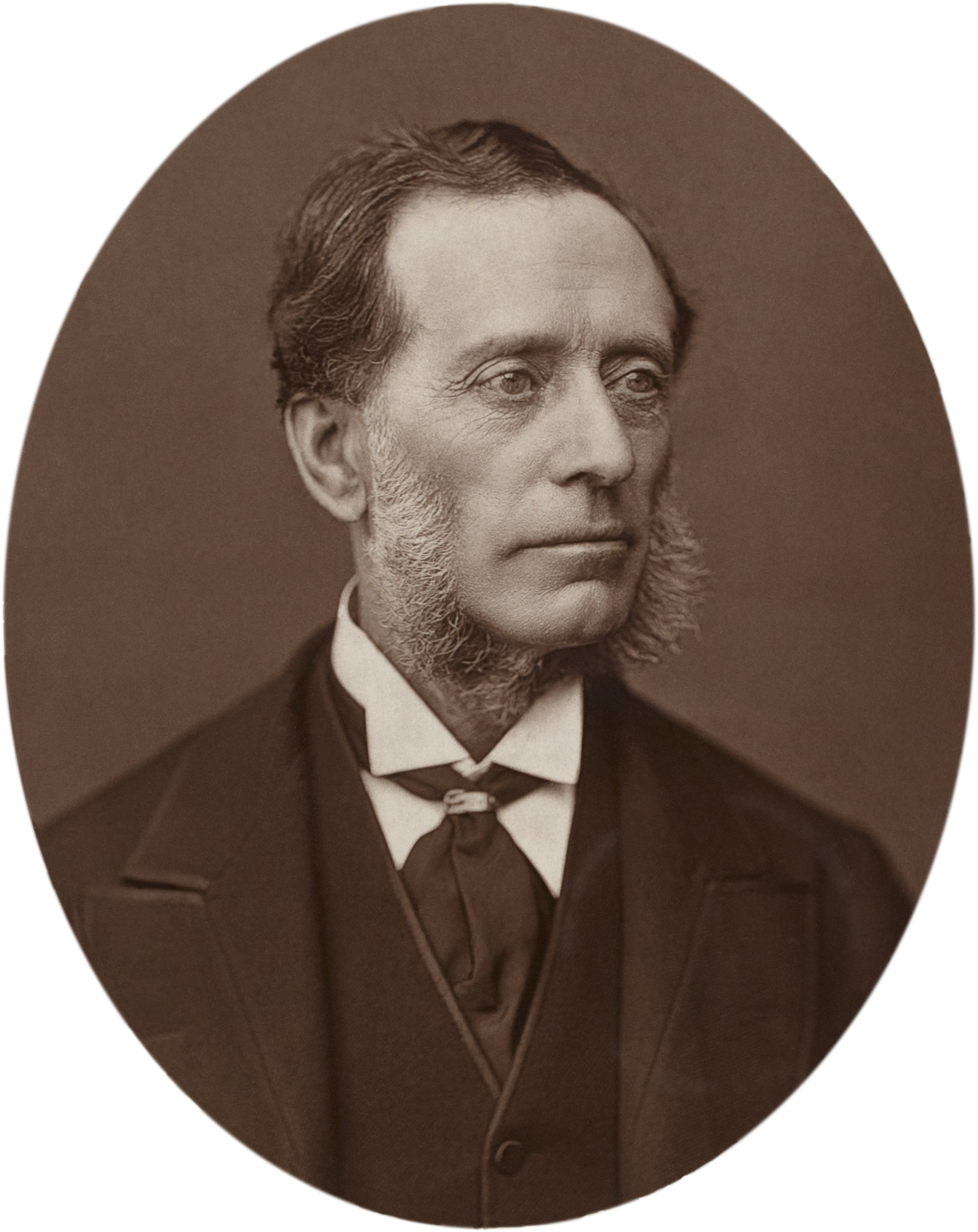
Sir Francis Leopold McClintock, 1875

Sir Francis Leopold McClintock (* 8. Juli 1819 in Dundalk, County Louth, Irland; † 17. November 1907 in London) war ein britischer Marineoffizier und Arktis-Forscher. Er wurde bekannt als derjenige, der das Schicksal der verschollenen Franklin-Expedition teilweise klären konnte.

## Biografie
McClintock begann seine Karriere in der Royal Navy 1831 als Freiwilliger. Im Jahre 1848 nahm er an einer ersten Expedition unter James Clark Ross teil, die die Klärung des seit 1845 unbekannten Schicksals der Franklin-Expedition zum Ziel hatte. Sie fanden zwar keine Spur von John Franklins Schiffen und Männern, erkundeten jedoch auf Schlittentouren mehrere hundert Kilometer bis dahin nicht kartografierter Küstenlinie auf Somerset Island.
Seine dabei mit Schlitten gemachten Erfahrungen sollten ihm später noch sehr nützlich werden. Generell war die Benutzung von Schlitten bei schiffbasierten Arktis-Expeditionen bis dahin eine eher selten genutzte Möglichkeit gewesen, und es brauchte wohl erst jemanden wie McClintock, der ein ganzes System für Schlittenexpeditionen entwarf und in der Praxis ausreifte, um die konservativen hohen Marinefunktionäre von der Notwendigkeit und den Chancen, die sich durch die Ergänzung der Expeditionsschiffe durch Schlitten boten, zu überzeugen.
McClintocks System machte sich die große Anzahl von Besatzungsmitgliedern auf den Schiffen zunutze und bestand aus mehreren Schlittenteams von jeweils 6 bis 8 Mann unter der Führung eines Offiziers, die zusammen einen Schlitten zogen. Vorgesehen waren immer eine Vorhut, die Vorräte deponierten und die Gegend nach geeigneten Plätzen für Unterkunft erkundeten, das Hauptteam, sowie ein unterstützendes Team, das dem Hauptteam bis zur Hälfte der Strecke bei der Beförderung der schweren Lasten wie Proviant und Zelten behilflich war.
Bei seiner nächsten Suchexpedition nach Franklin unter Horatio Thomas Austin wurde McClintock dann auch als Kommandierender für die Schlittentouren eingesetzt und erkundete so mit über 20 Schlittenteams von je 6–8 Mann erneut mehrere hundert Kilometer in der Gegend um die Melville-Insel. Für seine Verdienste wurde er bei seiner Rückkehr zum Commander befördert und erhielt das Kommando über die HMS Intrepid, die unter der allgemeinen Leitung Edward Belchers und der unmittelbaren Kontrolle Henry Kelletts an einer weiteren Suchexpedition in der Gegend um Melville teilnahm. Dabei war McClintock erneut zuständig für die Organisation der Schlittenteams, und seine Männer erreichten (neben der Rettung der im Eis festgesetzten Mannschaft der Investigator unter Robert McClure) einen neuen Langstreckenrekord für Schlittentouren, über 1900 km. Nachdem 1854 die Intrepid und Kelletts Schiff, Resolute genau wie Belchers Assistance und Pioneer im Eis feststeckten, gab Belcher den Befehl, die Schiffe aufzugeben. Die Mannschaften aller Schiffe wurden dann vom Versorgungsschiff der Expedition, der North Star, und den dafür angeforderten Schiffen Phoenix und Talbot aufgenommen und nach England zurückgebracht. Hier beförderte man McClintock zum Captain.
Im gleichen Jahr trafen die beunruhigenden Berichte John Raes ein, der auf einer Erkundungsreise der Hudson’s Bay Company längere Zeit mit den Inuit in der Gegend um die King-William-Insel zusammengelebt hatte, und deren Erzählungen von weißen Männern und Schiffen gesammelt hatte. Raes Ergebnisse legten nahe, dass Franklins Männer einen verzweifelten Versuch unternommen hatten, mit Schlitten Richtung Süden in Sicherheit zu gelangen, dass dabei nach und nach wohl alle Männer gestorben seien, und dass es hierbei auch zum äußersten gekommen sei, Kannibalismus. Die Royal Navy erklärte Franklin danach für tot und stoppte die Entsendung weiterer Expeditionen, doch Franklins Ehefrau, Lady Jane Griffin, konnte diese in damaliger Zeit ungeheuren Vorwürfe nicht auf sich beruhen lassen, und sammelte Geld für eine weitere Expedition zur Klärung des Schicksals ihres Mannes. Für diese Expedition engagierte sie McClintock als Berater und schließlich als Kapitän ihres Schiffes Fox, einer kleinen Dampfyacht mit 26 Mann Besatzung.

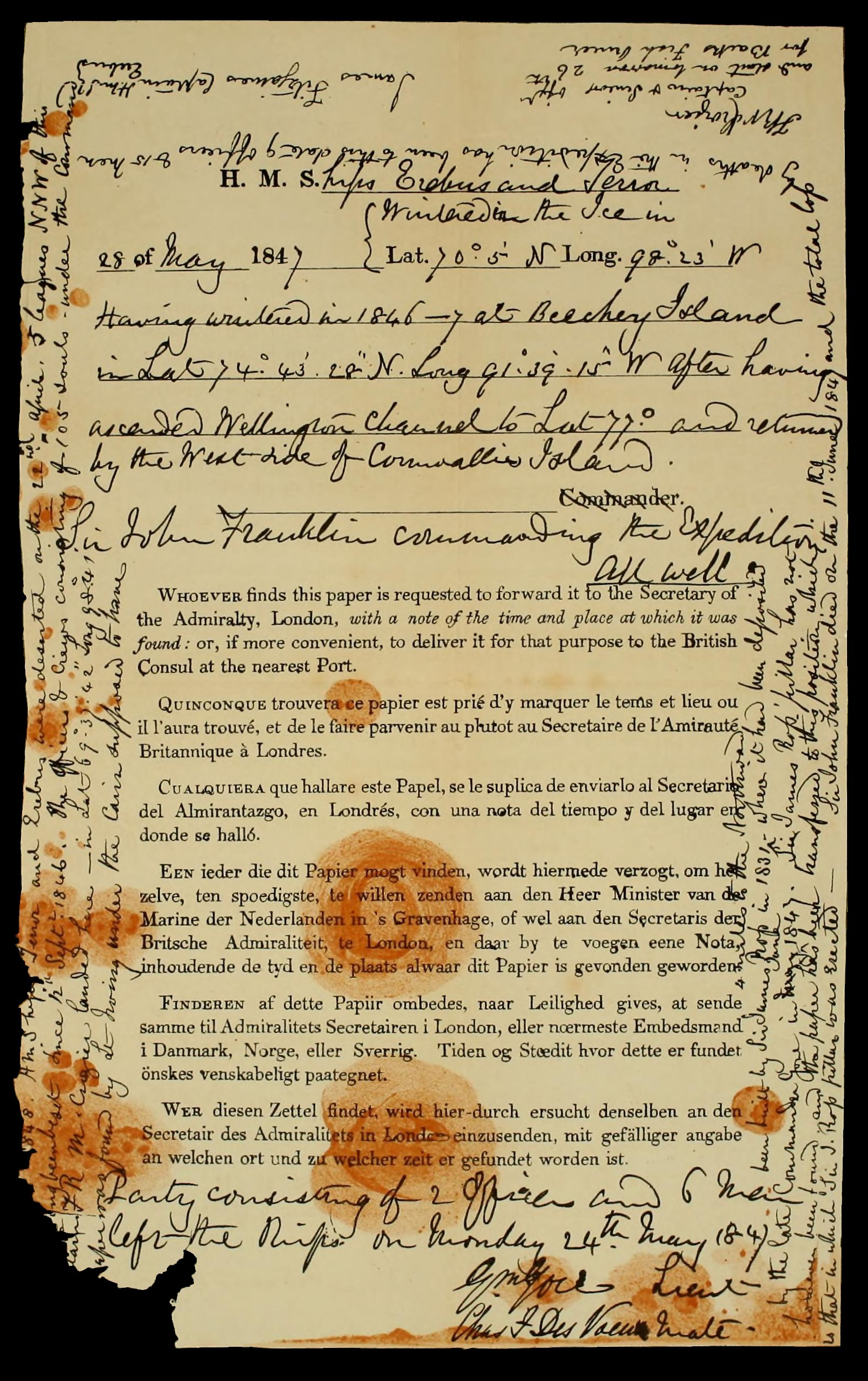
Die im Steinhaufen auf King-William-Island gefundene Botschaft

Die Fox lief am 2. Juli 1857 vom Hafen von Aberdeen aus und machte sich auf den Weg in die Baffin Bay. Hier wurde sie vom treibenden Packeis eingeschlossen und verbrachte so den Winter. Nach Einbruch des Frühjahrs erreichte er die Bellotstraße bei Somerset Island, wo er den nächsten Winter verbrachte. 1859 schließlich drang er mit Schlittenfahrten, bei denen er seine zahlenmäßig schwache Besatzung durch Schlittenhunde ergänzen ließ, nach Süden zur King-William-Insel durch. Hier traf er auf die endgültigen Hinweise, die Franklins Schicksal dokumentierten – ein zum Schlitten umfunktioniertes Boot mit zwei Leichen an Bord, sowie in einem Steinmann zwei Nachrichten auf dem Papier eines gängigen Admiralitätsbericht. Diese besagten, dass Franklin zunächst einen Winter auf der Beechey-Insel, und dann zwei Winter vom Eis umschlossen vorm Nordwesten der King-William-Insel verbracht hatte. Franklin selbst sei dort am 11. Juni 1847 gestorben, und seine Mannschaft habe unter der Führung der beiden ranghöchsten Offiziere Francis Crozier und James Fitzjames den Versuch unternommen, nach Süden entlang des Back Rivers vorzustoßen, wo man auf eine Siedlung der Hudson’s Bay Company zu stoßen hoffte. Bei diesem Unterfangen sind wohl alle Männer umgekommen, wie das Beiboot als letzte Ruhestätte zweier Expeditionsangehöriger dokumentierte. Auf seinen Schlittenfahrten erreichte er ebenfalls als zweiter nach James Clark Ross den magnetischen Nordpol und dokumentierte dessen damalige genaue Lage.
McClintock kehrte im September 1859 nach England zurück und erhielt dort für seine Funde und Untersuchungen mehrere Ehrungen und Auszeichnungen, unter anderem den Ritterschlag. Seine weitere Karriere in der Royal Navy verlief tadellos, und so wurde er 1871 zum Konteradmiral, 1877 zum Vizeadmiral, und schließlich einen Tag vor seinem Ausscheiden aus dem Dienst am 7. Juli 1884 ehrenhalber zum Admiral befördert. Während seiner gesamten Dienstzeit blieb er der Erforschung der Arktis verpflichtet, war als Mitglied der Royal Geographical Society tätig, und setzte sich für die Erneuerung des von ihm selbst konzipierten und nun zum Standard gewordenen Schlittensystems ein.

## Nachwirkung
Am 19. Oktober 1972 ehrte die kanadische Regierung, vertreten durch den für das Historic Sites and Monuments Board of Canada zuständigen Minister, McClintock von staatlicher Seite für sein Wirken als Forscher sowie bei der Suche nach der Franklin-Expedition und erklärte ihn zu einer „Person von nationaler historischer Bedeutung“. Außerdem sind nach ihm der Mount McClintock und die M’Clintock Bastion in der Antarktis sowie der McClintock-Kanal und die McClintock-Insel in der Arktis benannt.

## Werke
- The Voyage of the „Fox“ in Arctic Seas. A Narrative of the Discovery of the Fate of Sir John Franklin and his Companions. John Murray, London 1859.
  - deutsche Ausgabe: Die Reise der „Fox“ im arktischen Eismeer: Ein Bericht von der Expedition zur Aufklärung des Schicksals von Sir John Franklin und seiner Gefährten. Marixverlag, Wiesbaden 2010, ISBN 3-86539-814-6.
- Surveys of H.M.S. Bulldog. In: Proceedings of the Royal Geographical Society of London. Band 5, Nr. 2, 1860–1861, S. 62–70 (doi:10.2307/1798840).